# Раковець (річка)
Раковець — річка в Україні й Молдові. Ліва притока Пруту (басейн Дунаю).

## Опис
Довжина річки приблизно 65 км.

## Розташування
Бере початок у Клокушанському лісі на північно-східній стороні від Гвіздівців Сокирянського району Чернівецької області. Тече переважно на південний захід територіями Окницького, Бричанського та Єдинецького районів Молдови. У селі Корпач впадає у річку Прут, ліву притоку Дунаю.
Населені пункти вздовж берегової смуги: Клокушна, Гудерець, Корестауць, Тирнова, Бринзен.

## Притоки
- Драбища (права).